# Neocentrobiella
Neocentrobiella is een geslacht van vliesvleugeligen uit de familie Trichogrammatidae. De wetenschappelijke naam van dit geslacht is voor het eerst geldig gepubliceerd in 1915 door Girault.

## Soorten
Het geslacht Neocentrobiella omvat de volgende soorten:
- Neocentrobiella danzhouensis Tian & Lin
- Neocentrobiella longiungula Lin, 1993
- Neocentrobiella rara Girault, 1915
- Neocentrobiella terebrator Yousuf & Shafee, 1985
- Neocentrobiella viggianii Hayat, 1980